# Schoenionta
Schoenionta – rodzaj chrząszczy z rodziny kózkowatych i podrodziny zgrzypikowych.

## Zasięg występowania
Przedstawiciele tego rodzaju występują w Azji Południowo-Wschodniej.

## Systematyka
Do Schoenionta należy 10 gatunków:
- Schoenionta breuningi
- Schoenionta dehiscens
- Schoenionta ichneumonoides
- Schoenionta javanicola
- Schoenionta macilenta
- Schoenionta merangensis
- Schoenionta necydaloides
- Schoenionta philippinica
- Schoenionta strigosa
- Schoenionta vespiventris